# Dalbergstorpet
Dalbergstorpet este o arie protejată (arie specială de conservare — SAC, sit de importanță comunitară — SCI) din Suedia întinsă pe o suprafață de 118,8 ha, integral pe uscat.

## Localizare
Centrul sitului Dalbergstorpet este situat la coordonatele 62°48′27″N 15°46′45″E / 62.8075°N 15.7793°E.

## Înființare
Situl Dalbergstorpet a fost declarat sit de importanță comunitară în aprilie 2004 pentru a proteja 1 specie de plante. Situl a fost protejat și ca arie specială de conservare în martie 2011.

## Biodiversitate
Situată în ecoregiunea boreală, aria protejată conține 5 habitate naturale: Mlaștini turboase de tranziție și turbării mișcătoare, Păduri fino-scandinave bogate în ierburi cu Picea abies, Mlaștini alcaline, Taiga vestică, Mlaștini împădurite.
La baza desemnării sitului se află o specie protejată de  plante: papucul doamnei (Cypripedium calceolus).